# Uromyces ascotela
Uromyces ascotela är en svampart som först beskrevs av Hans Sydow, och fick sitt nu gällande namn av Y. Ono 1984. Uromyces ascotela ingår i släktet Uromyces och familjen Pucciniaceae.   Inga underarter finns listade i Catalogue of Life.